# 宁录

老彼得·布呂赫爾筆下的巴別塔

宁录是圣经创世记中记载的一个人物，天主教思高聖經譯尼默洛得，是挪亚的曾孙。聖經记载他是世上第一个勇士。

## 生活背景
圣经记载，在洪水之后差不多二百年。当时挪亚大约八百岁，儿孙已有数千之多。他们都说同一种语言，聚居在一起，地点大致是挪亚和儿子在洪水之后安顿下来的一带地区。（创世记11：1）随着人口增多，一部分人向东迁移，并“在示拿地遇见一片平原”。
耶和华上帝说“要生养众多，遍满地面”，从而透露了他的旨意。（创世记1：28）洪水之后，上帝向挪亚和挪亚的儿子明确这个旨意。上帝对他们说：“你们要生养众多，在地上昌盛繁茂。”（创世记9：7）可是这群人却违背上帝的命令，着手兴建一座城，“免得［他们］分散在全地上”。然而，就在这块平原上，人们决意反叛上帝。
这群人建造一座塔，目的是“传扬［他］们的名”。然而，他们的梦想却化为泡影，上帝变乱了他们的口音，结果他们彼此言语不通。：耶和华使他们从那里分散在全地上；他们就停工，不造那城了。”

## 宁录的角色
根据圣经的描述，宁录很可能是这场反叛的魁首。创世记第10章描述，“創 10:9 他在耶和華面前是個英勇的獵戶，所以俗語說：「像寧錄在耶和華面前是個英勇的獵戶。」”。圣经也说，“他是历史上第一个强人”。宁录是个好勇斗狠、性情强暴的人。洪水之后，他自封为王，成为人类历史上第一个统治者。宁录也大兴土木。聖經在這裡記述挪亞的曾孫寧錄在巴別（即巴比倫）附近建立了第一個政府，說：「他從那地出來往亞述去，建造尼尼微、利河伯、迦拉，和尼尼微、迦拉中間的利鮮，這就是那大城。」聖經將這四個新建成的亞述城市描述為一個「大城」。
圣经透露他兴建了八座城，包括巴别在内。
為古代亞述帝國的重鎮之一尼尼微，相傳也是由聖經人物寧錄（Nimrod，為義人挪亞曾孫）所建，此地於聖經約拿書提及多次，當時先知約拿拒絕到尼尼微傳道，結果被大魚吞食三日三夜的故事。
宁录既跟上帝作对，又是巴别的王，而且兴建了好几个城市。猶太教文獻對寧錄的角色有很大的分歧，有文獻指出他慫恿族人興建巴別塔，但另外的文獻則記載他其實遠離建築巴別塔的人。

## 雅煞珥書的記載
雅煞珥書的記載 （页面存档备份，存于）
聖經約書亞記10：13、撒母耳記下1：18提及一卷書：「雅煞珥書」（義士書）。雅煞珥書有提到寧錄的一些資訊：
（一）寧錄名字的意思是「那時人的兒子們再次背叛、悖逆神」(雅煞珥書7:27)。寧錄20歲穿了神賜給始祖亞當夏娃遮罪身的皮衣而變得英勇(雅煞珥書7:29；另參創世記10:8-9)、崇敬上帝，但後來卻轉為拜偶像背叛上帝(雅煞珥書7:46-47)。
（二）寧錄原係梟雄，但在巴別塔事件後，人類被分散到各處，寧錄王的勢力分散，被臣屬基大老瑪（另參聖經創世記14章）背叛而失勢(雅煞珥書13:13-16；16:1)；創世記14:1、14:9的示拿王「暗拉非」就是失勢的寧錄（雅煞珥書27:2；11:6）。
 （三）最後寧錄215歲時是被亞伯拉罕之孫-以掃偷襲而亡(雅煞珥書27:7,15)。

## 名字含义
研究东方的学者罗森茂勒（E. F. C. Rosenmüller ）论及宁录说：“宁录这个名字来自希伯来语［马拉德］（[ma·radh′]）一词，意思是‘他反叛’、‘他叛逆’。”罗森茂勒指出，“东方人惯于为去世的显要人物起个名字，名字的含意往往跟这人的生前事迹十分吻合”。
有几位学者认为，宁录这个名字不是他出生时所起的，而是在他反叛的性格显明出来之后，别人为他起的。“宁录一名从［马拉德］衍生，含有‘我们要反叛’的意思，所指的是跟上帝强烈作对。这个名字充分表现出宁录的特色，所以必然是跟宁录同时代的人所起的，最后则成了他的私有名字。”
历史家雅各布·佩里佐纽斯评论：“我相信［宁录］这个人是个凶悍的猎人，有一大群同伴与他狼狈为奸。为了怂恿其他人加入反叛行动，他嘴边常常挂着‘宁录！宁录！’的口号，意思是，‘我们要反叛！我们要反叛！’后来，其他人就以‘宁录’作为私有名字去称呼他，摩西也沿用这个名字稱呼他。”

## 寧錄的妻子
1. 希臘月神亞底米(Artemis)：徒十九27。
2. 賽米拉米斯(Semiramis)：耶七18註（聖經舊約恢復本p1634)。

## 其它文献
- The Legacy of Mesopotamia; Stephanie Dalley et al. (Oxford, Oxford University Press, 1998)
- Noah's Curse: The Biblical Justification of American Slavery; Stephen R. Haynes (NY, Oxford University Press, 2002)
- "Nimrod before and after the Bible" K. van der Toorn; P. W. van der Horst, The Harvard Theological Review, Vol. 83, No. 1. (Jan., 1990), pp. 1-29
- A song by American Alternative Rock band the Pixies is called "Nimrod's son" referring to incest.

## 参看
- 巴比伦
- 巴别塔
- 挪亚
- 创世记